# Рутковская, Людмила Викторовна
Людми́ла Ви́кторовна Рутко́вская — советская велогонщица. Заслуженный мастер спорта СССР.

## Карьера
Выступала как на шоссе, так и на треке. В 1934—1951 годах неоднократно становилась чемпионкой СССР. Неоднократная рекордсменка СССР.
Скончалась 14 июля 1955 года. Похоронена на Ваганьковском кладбище Москвы.